# Boris Brejcha
Boris Brejcha (Ludwigshafen am Rhein, 26 novembre 1981) è un disc jockey e produttore discografico tedesco.
Egli descrive il suo stile musicale come "High-Tech Minimal". Durante gli spettacoli live si presenta con una maschera di carnevale da giullare.

## Biografia
Boris Brejcha nasce a Ludwigshafen am Rhein, città extracircondariale del Land sud-occidentale Renania-Palatinato. A sei anni assiste fra il pubblico alla collisione aerea di Ramstein, riportando delle ustioni. Comincia la sua educazione musicale durante l'infanzia, prendendo lezioni di tastiera e batteria, suonando per circa sei mesi in una cover band. Durante l'adolescenza, ascoltando il programma radiofonico RPR Maximal, trasmesso dalla stazione radio tedesca RPR1 scopre la musica EDM. Nello stesso periodo un suo compagno di classe porta in classe un CD di musica techno hardcore della serie Thunderdome . A 12 anni comincia dunque a produrre i primi brani, utilizzando il PC e una delle prime versioni di Cubase.
Nel 2006 escono i primi due singoli dell'artista, Monster e Yellow Kitchen, pubblicati dall'etichetta berlinese Autist Records. Nello stesso anno partecipa al festival musicale Universo Parallelo a Ituberá. In occasione di tale festival, volendo distinguersi dagli altri dj, inizia a utilizzare una maschera da carnevale durante lo spettacolo. Nel 2007 passa all'etichetta Harthouse e fa uscire il primo album, Die Maschinen Kontrollieren Uns. Nello stesso anno la rivista specializzata Raveline lo nomina "talento dell'anno 2007". Dopo quattro album con la Harthouse, Boris Brejcha lascia la casa discografica per creare una propria etichetta. Nel 2015, insieme alla produttrice sua manager Ann Clue e Deniz Bul, fonda la Fckng Serious, il cui nome è ispirato al personaggio di Joker.

### Classifica Top 100 DJ Mag
Classifica annuale stilata dalla prestigiosa rivista DJ Magazine:
- 2019: #85
- 2020: #60
- 2021: #42
- 2022: #61
- 2023: #55

## Discografia

### Album in studio
- 2007 - Die Maschinen Kontrollieren Uns
- 2008 - Mein Wahres Ich
- 2010 - My Name Is
- 2013 - Feuerfalter
- 2016 - 22
- 2020 - Space Diver

### Raccolte
- 2016 - Dj Mixes Single Tracks

### Singoli
- 2006 - Monster
- 2006 - Yellow Kitchen
- 2007 - Fireworker Remixes
- 2007 - White Snake
- 2007 - Outer Space
- 2007 - Die Maschinen Sind Gestrandet
- 2007 - Die Milchstraße
- 2007 - Who Is Your Man
- 2008 - Lost Memory
- 2008 - Aquilah
- 2009 - Joystick
- 2009 - Commander Tom
- 2009 - Magic Gum
- 2009 - Schaltzentrale
- 2010 - Diffusor
- 2011 - Sugar Baby
- 2011 - James Bond
- 2011 - Rührschüssel
- 2012 - Schaltzentrale The Remixes
- 2012 - Farbenfrohe Stadt
- 2012 - Der Mensch Wird Zur Maschine
- 2012 - That´s The Funky Shit
- 2013 - Der Alchemyst
- 2013 - We Go
- 2013 - Everybody Wants To Go To Heaven
- 2014 - Hashtag
- 2015 - SAW
- 2015 - Schleierwolken
- 2015 - R U FCKNG SERIOUS
- 2015 - I Am The Joker
- 2015 - Everybody Wants To Go To Heaven – Remixes
- 2015 - Young And Stupid
- 2015 - S.P.A.C.E.
- 2016 - Out Of Brain
- 2016 - Acid Attack
- 2016 - Sir Ravealot
- 2016 - FEAR
- 2017 - Space Gremlin
- 2017: Bleeding Heart
- 2018: Devil
- 2019: Gravity (feat. Laura Korinth)
- 2019: Happinezz (feat. Ginger)
- 2019: Never Look Back
- 2019: Lieblingsmensch
- 2020: To the Moon And Back (feat. Ginger)
- 2020: Violet Pill EP
- 2020: Thunderstorm EP
- 2020: Puzzle (feat. Malena Maria)
- 2021: Purple Noise Remix Part 1
- 2021: Spicy (feat. Ginger)
- 2021: House Music (feat. Arctic Lake)
- 2021: EXIT EP
- 2021: Take A Ride (feat. Ginger)
- 2021: Matrix EP
- 2021: Twisted Reality
- 2021: Vodka & Orange EP
- 2021: Never Stop Dancing (feat. Ginger)
- 2023: Vienna - Boris Brejcha feat. Malena Narvay